# Chezala
Chezala is een geslacht van vlinders uit de onderfamilie Oecophorinae van de familie der sikkelmotten (Oecophoridae).

## Soorten
- C. aleurias Turner, 1917
- C. anaxia Turner, 1941
- C. aterpna Turner, 1941
- C. brachypepla Meyrick, 1883
- C. butyrina Turner, 1941
- C. carella (Walker, 1864)
- C. carphalea Meyrick, 1884
- C. carphodes Turner, 1941
- C. cataxera (Meyrick, 1884)
- C. cathara Diakonoff, 1954
- C. conjunctella (Walker, 1864)
- P. crypsileuca (Meyrick, 1884)
- C. erythrastis (Meyrick, 1889)
- C. fulvia (Butler, 1882)
- E. galactina (Turner, 1916)
- C. glaphyropla (Meyrick, 1884)
- C. isocycla Meyrick, 1922
- C. leparga (Turner, 1917)
- C. limitaris Meyrick, 1915
- C. liopa Turner, 1927
- E. liquida (Meyrick, 1914)
- C. lucens Meyrick, 1915
- C. lunularis Meyrick, 1926
- C. maculata Turner, 1941
- P. micranepsia Turner, 1927
- C. minyra Meyrick, 1914
- C. ochrobapta Lower, 1920
- C. osteochroa (Turner, 1898)
- C. privatella (Walker, 1864)
- C. silvestris Turner, 1917
- C. torva Turner, 1941